# Ryder Cup 2018
Ryder Cup 2018 byl 42. ročník Ryder Cupu, týmové soutěže mužů v golfu, konaný 25. až 30. září 2018. V týmové hře na jamky proti sobě nastoupily týmy Evropy a USA. Kapitánem týmu Evropy byl Thomas Björn, kapitánem týmu USA Jim Furyk. Soutěž se konala na hřišti Le Golf National u Paříže. Tým Evropy zvítězil poměrem bodů 17½ : 10½ a získal tak zpět trofej, o kterou přišel porážkou v roce 2016.

## Formát soutěže
Za oba týmy nastoupilo 12 hráčů. Vlastní zápasy se odehrály v pátek, sobotu a neděli. V pátek i sobotu se hrály vždy ráno čtyři čtyřhry čtyřmi míči fourball a odpoledne čtyři čtyřhry dvěma míči foursome. V neděli program vyvrcholil dvanácti dvouhrami. Celkem se tak hrálo 28 zápasů a bylo možné získat 28 bodů. Týmu USA, obhájci trofeje, by bývala stačila k jejímu udržení remíza, tj. 14 bodů. Tým Evropy potřeboval k zisku trofeje získat alespoň 14½ bodu.

## Týmy
Kapitánem týmu Evropy byl Thomas Björn, jeho asistenty Robert Karlsson, Lee Westwood, Padraig Harrington, Luke Donald a Graeme McDowell. 
Tým USA vedl Jim Furyk, který za asistenty vybral Tigera Woodse, Stevea Strickera a Davise Lovea III. K nim později přibyl David Duval, Zach Johnson a Matt Kuchar. Čtvrtého září 2018 oznámil kapitán Furyk, že Tiger Woods je jednou z jeho divokých karet - nebude tak zástupcem kapitána, ale aktivním hráčem.

### Kvalifikační kritéria
Do týmu USA se kvalifikovalo prvních osm hráčů podle bodového žebříčku. Body do něj získávali hráči na turnajích PGA Tour, konaných od 1. ledna do 12. srpna 2018. Zbylá čtyři místa obsadili hráči zvolení kapitánem. První tři divoké karty týmu USA byly oznámeny 4. září 2018 - Bryson Dechambeau, Phil Mickelson a Tiger Woods. Po skončení turnaje BMW Championship 10. září oznámil kapítán Furyk jméno posledního hráče - Tony Finau.
V týmu Evropy se zvýšil oproti předchozímu ročníku počet divokých karet kapitána na čtyři. Jejich jména byla oznámena 5. září 2018 - byli to Paul Casey, Sergio García, Ian Poulter a Henrik Stenson. Čtyři hráči se kvalifikovali umístěním na žebříčku Ryder Cup European Points List. Poslední čtyři (mimo již kvalifikovaných dle předchozího bodu) podle žebříčku Ryder Cup World Points List.

### Složení týmů
| Evropa             | Evropa          | USA               | USA          |
| ------------------ | --------------- | ----------------- | ------------ |
| Paul Casey         | divoká karta    | Bryson Dechambeau | divoká karta |
| Tommy Fleetwood    | European Points | Tony Finau        | divoká karta |
| Sergio García      | divoká karta    | Rickie Fowler     |              |
| Tyrrell Hatton     | European Points | Dustin Johnson    |              |
| Rory McIlroy       | World Points    | Brooks Koepka     |              |
| Francesco Molinari | European Points | Phil Mickelson    | divoká karta |
| Alex Noren         | World Points    | Patrick Reed      |              |
| Thorbjørn Olesen   | World Points    | Webb Simpson      |              |
| Ian Poulter        | divoká karta    | Jordan Spieth     |              |
| Jon Rahm           | World Points    | Justin Thomas     |              |
| Justin Rose        | European Points | Bubba Watson      |              |
| Henrik Stenson     | divoká karta    | Tiger Woods       | divoká karta |

## Výsledky

### Pátek - fourball
První čtyři zápasy byly odehrány ve formátu fourball, tj. se čtyřmi míči. První zápas tým USA získal na posledních třech jamkách - ještě po patnácti jamkách dvojice Justin Rose, Jon Rahm o ránu vedla. Tým USA získal celý bod i v dalších dvou zápasech, pouze v poslední čtyřhře dokázali Tommy Fleetwood a Francesco Molinari porazit Patricka Reeda a čerstvého vítěze Tour Championship Tigera Woodse.
| Evropa                | Body | Body | USA               | Skóre |
| --------------------- | ---- | ---- | ----------------- | ----- |
| Rose/Rahm             | 0    | 1    | Finau/Koepka      | 1     |
| McIlroy/Olesen        | 0    | 1    | D. Johnson/Fowler | 4&2   |
| Casey/Hatton          | 0    | 1    | Thomas/Spieth     | 1     |
| F. Molinari/Fleetwood | 1    | 0    | Reed/Woods        | 3&1   |
| Průběžné skóre        | 1    | 3    |                   |       |

### Pátek - foursome
Páteční odpoledne zcela opanoval tým Evropy, a otočil průběžné skóre z 1:3 na 5:3. Zvítězil ve všech čtyřech zápasech, v prvních dvou už po šestnácti jamkách, a v ostatních dokonce po čtrnácti.
| Evropa                | Body | Body | USA                  | Skóre |
| --------------------- | ---- | ---- | -------------------- | ----- |
| Stenson/Rose          | 1    | 0    | D. Johnson/Fowler    | 3&2   |
| Poulter/McIlroy       | 1    | 0    | Watson/Simpson       | 4&2   |
| Garcia/Noren          | 1    | 0    | Mickelson/Dechambeau | 5&4   |
| F. Molinari/Fleetwood | 1    | 0    | Thomas/Spieth        | 5&4   |
| Průběžné skóre        | 5    | 3    |                      |       |

### Sobota - fourball
V sobotu dopoledne pokračovala tradice zápasů, které nedošly na osmnáctý green. Tým Evropy ziskem prvních tří utkání protáhl sérii vyhraných zápasů na osm; teprve poslední sobotní fourball dokázali získat Američané. 
| Evropa                | Body | Body | USA               | Skóre |
| --------------------- | ---- | ---- | ----------------- | ----- |
| Garcia/McIlroy        | 1    | 0    | Finau/Koepka      | 2&1   |
| Casey/Hatton          | 1    | 0    | D. Johnson/Fowler | 3&2   |
| F. Molinari/Fleetwood | 1    | 0    | Woods/Reed        | 4&3   |
| Poulter/Rahm          | 0    | 1    | Thomas/Spieth     | 2&1   |
| Průběžné skóre        | 8    | 4    |                   |       |

### Sobota - foursome
Poslední sobotní čtyřhry zakončily dvě zápasové série. Evropská dvojice Francesco Molinari, Tommy Fleetwood získala čtvrtý bod ze čtyř zápasů. Naopak Tiger Woods ani po změně spoluhráče neuspěl ani ve své třetí čtyřhře, a ze tří zápasů tak odešel s nulou. Ian Poulter poprvé v Ryder Cupu zažil dvě po sobě následující porážky. Ani jeden zápas opět nedošel na osmnáctou jamku - celkem takto skončilo čtrnáct z šestnácti čtyřher. Tým USA po dvou prohraných sessions dokázal v této udržet alespoň vyrovnané skóre, a do nedělních dvouher tak vstupoval se ztrátou čtyř bodů.
| Evropa                | Body | Body | USA               | Skóre |
| --------------------- | ---- | ---- | ----------------- | ----- |
| Stenson/Rose          | 1    | 0    | D. Johnson/Koepka | 2&1   |
| Garcia/Noren          | 1    | 0    | Watson/Simpson    | 3&2   |
| F. Molinari/Fleetwood | 1    | 0    | Woods/Dechambeau  | 5&4   |
| Poulter/McIlroy       | 0    | 1    | Thomas/Spieth     | 4&3   |
| Průběžné skóre        | 10   | 6    |                   |       |

### Neděle - dvouhry
Tým USA měl do závěrečných dvouher silný nástup, když získal 3½ bodu z prvních pěti zápasů a snížil rozdíl skóre na dva body. Evropané ale ve zbylých sedmi zápasech zaznamenali pouze jedinou porážku, kterou nováčkovi Ryder Cup Tyrrellu Hattonovi uštědřil Patrick Reed. Tým Evropy tak svůj čtyřbodový náskok navýšil na celkem sedm bodů, a v soutěži zvítězil celkovým skóre 17½ : 10½.  
| Evropa        | Body | Body | USA        | Skóre |
| ------------- | ---- | ---- | ---------- | ----- |
| McIlroy       | 0    | 1    | Thomas     | 1     |
| Casey         | ½    | ½    | Koepka     | E     |
| Rose          | 0    | 1    | Simpson    | 3&2   |
| Rahm          | 1    | 0    | Woods      | 2&1   |
| Fleetwood     | 0    | 1    | Finau      | 6&4   |
| Poulter       | 1    | 0    | D. Johnson | 2     |
| Olesen        | 1    | 0    | Spieth     | 5&4   |
| García        | 1    | 0    | Fowler     | 2&1   |
| Molinari      | 1    | 0    | Mickelson  | 4&2   |
| Hatton        | 0    | 1    | Reed       | 3&2   |
| Stenson       | 1    | 0    | Watson     | 5&4   |
| Norén         | 1    | 0    | DeChambeau | 1     |
| Konečné skóre | 17½  | 10½  |            |       |